# Far East of Eden: Kabuki Klash
Far East of Eden: Kabuki Klash (天外魔境真伝, Tengai Makyō Shinden?), literalmente "El mundo de los demonios a las afueras del cielo - La leyenda real" es un videojuego de lucha  desarrollado por Racdym y publicado por Hudson Soft  para la placa arcade  Neo-Geo en 1995. Es un spin-off de la popular serie de RPG's japoneses, para PC Engine, Tengai Makyō Far East of Eden. Como dato curioso, este es el único juego de la serie que se ha lanzado fuera de Japón.

## Jugabilidad
Far East of Eden: Kabuki Klash es un juego de luchas en 2D, similar en estilo de juego a Samurai Shodown o The Last Blade, pero con el agregado de varios power-ups combinado con unos increíbles movimientos especiales sumamente bien animados.
Racdym y Hudson Soft llamaron Katana Battle Action Game al tipo de jugabilidad de Far East of Eden: Kabuki Klash como y esta leyenda se puede encontrar en publicidad e incluso en la portada del juego.
Los diferentes iconos de los power ups de los iconos aparecen de manera aleatoria en pantalla, algunas veces proviniendo desde el fondo de la pantalla o algunos entregados por el ave conocida como Karasu Tengu.

## Historia
La historia de Far East of Eden: Kabuki Klash está situada en la tierra de Jipang (una referencia al Japón feudal).
Esta nos cuenta las batallas de un grupo de guerreros contra un montón de villanos, todo esto aderezado con una comedia muy japonesa de finales de los 80. 

## Personajes

### Jugables
- Gokuraku Taro: Coprotagonista de Tengai Makyō II: Manjimaru.
- Kinu: Coprotagonista de Tengai Makyō II: Manjimaru.
- Kabuki Danjuro: Coprotagonista de Tengai Makyō II: Manjimaru.
- Sengoku Manjimaru: Protagonista principal de Tengai Makyō II: Manjimaru.
- Ziria: Protagonista principal de Tengai Makyō: Ziria.
- Yagumo: Es un personaje original creado exclusivamente para este juego.
- Tsunade: Coprotagonista de Tengai Makyō: Ziria.
- Orochimaru: Coprotagonista de Tengai Makyō: Ziria.

### Jefes no jugables
- Manto As: Villano cómico y recurrente de toda la serie Tengai Makyō.
- Karakuri: Antagonista de Tengai Makyō: Karakuri Kakutoden.
- Jyashinsai: Antagonista de Tengai Makyō: Ziria.
- Lucifeller: Antagonista de Tengai Makyō: Ziria.

## Recepción
Tyrone Rodríguez, editor de la revista VideoGames & Computer Entertainment, le dio la puntuación de 8 (Grandioso), argumentando: "Gracias a sus mecánicas e impactante estilo gráfico, Kabuki Klash es tremendamente divertido" (los otros editores lo calificaron con 8, 8 y 5). Los editores GamePro, quienes reseñaron la versión de NEO GEO AES, alabaron el estilo gráfico y los efectos de sonido, pero criticaron los movimientos y magias a las cuales llamaron "Overpower". Concluyeron, "Al inicio la jugabilidad te engancha, pero después de un rato pierde la gracia. Finalmente, el juego no ofrece nada más que una excelente animación y efectos sonoros a los cuales el NEO GEO ya nos tiene acostumbrados. Al reseñar la versión de NEO GEO CD, Maximum, mencionó que Kabuki Klash es otro juego de peleas de uno contra uno para una consola que ya cuenta con mucho renombre por sus excelentes juegos de pelea disponibles, pero también lo aplaude por su jugabilidad rápida y fluida, increíbles gráficos y mecánicas originales. Al final concluyó dándole una calificación de 4 de 5.